# Сашо Касиянов
Александър Николов Касиянов, по-известен като Сашо Касиянов, е български музикант, композитор, педагог, радио- и телевизионен водещ и шоумен.

## Биография
Сашо Касиянов е роден на 29 януари 1951 г. (празнува рождения си ден на 21 януари) във Велинград, в семейството на известния в този край тамбурист Никола Касиянов, който има записи в БНР. Дядото на Александър Касиянов е известен гайдар във Велинградския край. Майка му е била една от най-добрите народни певици в града и околностите. Сестрите му също са изпълнявали народни песни. След като навършва една година, семейството на Сашо Касиянов се мести в София. Причината е, че баща му е поканен от Филип Кутев да свири на тамбура в новооснования ансамбъл за народни песни и танци, днес носещ името на Филип Кутев. На седем години Сашо започва да учи акордеон. В София семейството му развива интензивна музикална дейност. Най-голямата му сестра Мария пее в Радиото, а по-малката, Стефка, пее в различни формации. Само след половин година Сашо, заедно с баща си, съпровожда на певиците Стайка Гьокова и Магда Пушкарова. На 8-годишна възраст постъпва в състава на пионерския дворец като тамбурист. Учи тамбура при Михаил Йорданов – тамбурист, концерт-майстор в ансамбъла на Филип Кутев. Завършвайки 8 клас, Касиянов е и завършен тамбурист. За това говори фактът, че на тази крехка възраст е поканен да преподава тамбура в новооснованото Средно музикално училище в Котел. Препоръчан е лично от Букурещлиев. Там преподава тамбура и камерна музика в продължение на 15 години. Сред учениците му са големи музиканти като Матьо Добрев, Теодосий Спасов, Добри Йорданов – Добри Селиминовски и др. Преподава и в I средно общообразователно училище „Хаджи Мина Пашов“ в Сливен. В Котел са и първите му композиторски опити. Композира както за солови инструменти, така и за камерни и ансамблови състави. Много са неговите хора и ръченици, събрани в свитъци, понастоящем те се ползват от учениците в СМУ – Котел. Със свои композиции два пъти става лауреат на конкурсите и прегледите на музикалните училища и на музикалната академия в Пловдив. По това време, през две години, са провеждани конкурси между училищата за проверка на нивото на обучение по музика. Награден от Съюза на композиторите за това, че в своите композиции най-умело от всички им придава съвременно звучене, запазвайки фолклорния им характер. Автор е на „Тракийска сюита“.
През 1973 г. постъпва в Ансамбъла за народни песни и танци в Сливен, където в продължение на четири години е ръководител на оркестъра.
През 1977 г. става ръководител на оркестъра в Ансамбъла за народни песни и танци към ЦКЕ – София, клон Сливен „Мишо Тодоров“. С оркестъра е бил четири пъти републикански първенец на фестивалите за народна музика и танци. Музиката в този колектив е негова. Негови оркестранти са били кавалджията Матьо Добрев, бившите преподаватели от Котел Христо Генов – гъдулка и Демир Демирев – гайда. Посетил е страни на трите континента – Европа, Азия и Африка. Успоредно с това е свирил с групи и оркестри за народна музика – оркестрите „Садово“, „Тракия“, „Канарите“, „Тракийска тройка“, оркестъра на Атанас Вълчев и други. Участва многократно в турнета и хиляди концерти в България и чужбина с големи музиканти като Иво Папазов – Ибряма, Теодоси Спасов, Матьо Добрев и др.
Дългогодишен водещ на предавания за народна музика в Сливен в радиата „Бимако“, „Омега“, „Експрес“ и „Сливен нет“, както и предавания по сливенските телевизии.
Заедно с Иво Папазов – Ибряма създава синдикат на народните музиканти.
Умира на 18 юли 2012 г. в Сливен, след като на 13 юли с. г. получава инфаркт.
Посмъртно през 2012 г. получава званието „Почетен гражданин на Сливен“.
Остава запомнен сред обществеността с неподражаемото си голямо чувство за хумор.